# 브이아이피
"브이아이피"는 2017년에 개봉한 대한민국의 영화이다.

## 캐스팅
- 장동건 : 박재혁 역
- 김명민 : 채이도 역
- 박희순 : 리대범 역
- 이종석 : 김광일 역
- 피터 스토메어 : 폴 그레이 역
- 정우림 : 소녀 역
- 최정우 : 장국선 경무관 역
- 주진모 : 국정원 고위간부 역
- 오대환 : 김 형사 역
- 태인호 : 태 요원 역
- 손종학 : 부장검사 역
- 조우진 : 정민욱 검사 역
- 송영규 : 변호사 역
- 유재명 : 북한 보안성 간부 역
- 현봉식 : 형사 2 역
- 박재웅 : 형사 3 역
- 박혁민 : 형사 4 역
- 배용근 : 형사 5 역
- 박상현 : 형사 6 역
- 이주한 : 형사 7 역
- 정재헌 : 형사 8 역
- 이주원 : 형사 9 역
- 조진제 : 형사 10 역
- 양준호 : 형사 11 역
- 주세종 : 요원 2 역
- 김대현 : 요원 3 역
- 김종훈 : 요원 4 역
- 연준원 : 요원 5 역
- 김규현 : 요원 6 역
- 박상훈 : 요원 7 역
- 김문학 : 요원 8 역
- 이시원 : 여자요원 1 역
- 신수정 : 여자요원 2 역
- 곽진석 : 보안성 1 역
- 허승 : 보안성 2 역
- 남경민 : 보안성 3 역
- 이서준 : 광일패 1 역
- 변성범 : 광일패 2 역
- 이정혁 : 광일패 3 역
- 한동욱 : 중국선원 역
- 다니엘 커티스 케네디 : 미 정보부 요원 1 역
- 켄 피벤 : 미 정보부 요원 2 역
- 권도운 : 미 정보부 요원 3 역
- 이원희 : 미 정보부 요원 4 역
- 안드레아스 프론크 : 미 정보부 요원 5 역
- 도미니크 J 굴드 : 미 정보부 요원 6 역
- 패닌 가레스 제임스 : 미 정보부 요원 7 역
- 미첼 이디아케스 바라닷 : 미 정보부 요원 8 역
- 권정민 : 국정원 조사원 1 역
- 김도혁 : 국정원 조사원 2 역
- 이상민 : 국정원 조사원 3 역
- 최우진 : 가전매장 직원 역
- 안세진 : 북한 공작원 역
- 박준서 : 청문관실 직원 역
- 백명제 : 조성오 경감 역
- 김진옥 : 조경감 부인 역
- 진태건 : 조경감 아들 역
- 임용순 : 소녀아빠 역
- 김인숙 : 소녀엄마 역
- 이웅규 : 소녀오빠 역
- 이윤하 : 소녀동생 역
- 타라차야 차이웡 : 업소녀 위장 미요원 역
- 강소백 : 국정원 요원들 역
- 권욱락 : 국정원 요원들 역
- 김기정 : 국정원 요원들 역
- 김태현 : 국정원 요원들 역
- 박건률 : 국정원 요원들 역
- 박국환 : 국정원 요원들 역
- 박성호 : 국정원 요원들 역
- 박준호 : 국정원 요원들 역
- 서영재 : 국정원 요원들 역
- 이민혁 : 국정원 요원들 역
- 이상경 : 국정원 요원들 역
- 조현수 : 국정원 요원들 역
- 최혁준 : 국정원 요원들 역
- 추국현 : 국정원 요원들 역
- 최상재 : 국정원 요원들 역
- 지은서 : 여자 역
- 윤정원 : 여자 역
- 나영 : 여자 역
- 이준희 : 여자 역
- 선우 : 여자 역
- 장민주 : 여자 역
- 조은빛 : 여자 역
- 윤하 : 여자 역
- 조현경 : 여자 역
- 김하영 : 홍콩 대학생 조유나 역
- 신재민 : 특별수사대 형사 역
- 최현종 : : 특별수사대 형사 역
- 신두환 : 특별수사대 경찰 역
- 오성현 : 특별수사대 경찰 역
- 김유 : 보안성들 역
- 김찬욱 : 보안성들 역
- 손정균 : 보안성들 역
- 오민준 : 보안성들 역
- 김경화 : 갈대숲 기자 역
- 조청원 : 갈대숲 기자 역
- 정영도 : 야산 기자 역
- 이병호 : 뉴스 앵커 역
- 임보라 : 뉴스 앵커 역
- 장시현 : 뉴스 앵커 역
- 정승하 : 뉴스 앵커 역
- 지성훈 : 뉴스 앵커  역
- 박성웅 : 문현준 역 (우정출연)
- 황병국 : 국과수 역 (우정출연)
- 이원석 : 중국집 배달원 역 (우정출연)